# La Belle Fauconnière
La Belle Fauconnière (titre original : Hawkmistress!) est un roman de fantasy écrit par Marion Zimmer Bradley, paru aux États-Unis en 1982 chez DAW Books. Il s'intègre dans La Romance de Ténébreuse dans une période nommée « Les Cent Royaumes ». Il s'agit du 19e roman prenant place dans cet univers. Chronologiquement, il constitue la première histoire située à cette époque fictive mais est la seconde dans l'ordre de publication (après Le Loup des Kilghard). 

## Histoire

### Situation initiale
Romilly MacAran a le don de laran de sa famille : la capacité de fusionner avec l'esprit des animaux. Elle utilise son don pour dresser des faucons et des chevaux. Quand elle atteint l'âge de 12 ans (la majorité selon les normes de Ténébreuse), son père lui refuse le droit de continuer à travailler avec les animaux car c'est indigne d'une jeune femme. Il offre à son frère, qui ne possède pas le don, son faucon qu'elle affectionne tant, Preciosa. Il refuse aussi d'accéder à ses demandes d'éducation.
Romilly apprend ensuite que son père prévoit de la marier avec le trois fois veuf Garris Scathfell et décide que quitter le château familial est sa seule option. Déguisée en garçon, elle vole un cheval dans les écuries et s'enfuit...

### Personnages principaux
- Romilly MacAran : le personnage principal, elle fuit sa famille pour éviter un mariage forcé.
- Dom Carlo : un personnage à l'identité trouble, fidèle au roi légitime du trône des Hastur,  Carolin
- Orain Castamir : le bras droit de Dom Carlo qui prend Romilly sous son aile
- Darren MacAran : le frère de Romilly
- Alderic Castamir : jeune moine, ami de Darren MacAran
- Lady Jandria : cousine d'Orain, guerrière membre de la Sororité de l'Épée.
- Mikhail MacAran : le père de Romilly
- Ruyven MacAran : le frère aîné de Romilly
- Rakhal Hastur : l'usurpateur du trône des Hastur
- Maura Elhalyn : cousine de Rakhal Hastur, leroni de la tour de Tramontane
- Lyondri Hastur : le conseiller de Rakhal Hastur
- Caryl Hastur : le fils de Lyondri Hastur

## Publication
- États-Unis
  - Septembre 1982 : DAW Books
  - La couverture de l'édition américaine est illustrée par Hannah M. G. Shapero[1].
- Royaume-Uni
  - 1985 : Arrow Books
  - Juin 1988 : Severn House
- Portugal
  - 1990 : Imago[2]
- France
  - Avril 1992 : Pocket[3]
  - Octobre 2000 : Pocket (nouvelle charte)[4]
  - Juillet 2012 : Pocket, in La Romance de Ténébreuse : L'Intégrale, tome 1[5]
  - La couverture de l'édition française est illustrée par Wojtek Siudmak[4].
- Italie
  - Octobre 1999 : TEA[6]

## Thèmes
Le roman déploie plusieurs thématiques féministes chères à Marion Zimmer BradleyLe thème de l'homosexualité féminine et masculine est également présente au travers de certains personnages (Orain et Lady Jandria) et la coutume ambiguë des « bredins » (frères jurés).
La Romance de Ténébreuse décrit la renaissance d'une civilisation à la suite du crash d'un vaisseau spatial sur la planète Ténébreuse. Ce tome, situé à l'époque des « Cents Royaumes » a pour toile de fond la magie, il s'agit donc d'un roman de fantasy dans un univers de science-fiction.

## Distinctions
- Nommé au prix Locus du meilleur roman de science-fiction 1983.